# 温寿泉

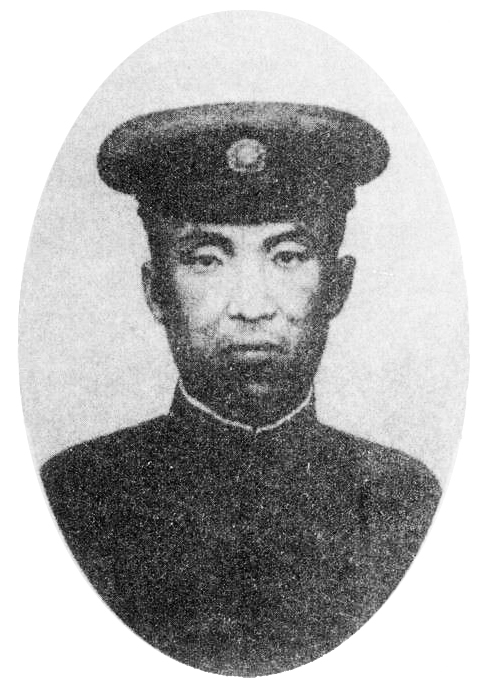

温寿泉（1881年—1955年），字静庵，山西洪洞县白石村人，中国近代政治人物。

## 生平
温寿泉1902年进入山西武备学堂，此后赴日进入陆军士官学校。1905年，他加入中国同盟会，回国后担任山西大学堂兵学教员。辛亥革命期间，举行太原起义，并选为山西副都督、山西军政府军政部长，并与阎锡山一同指挥部队与清朝军队交战。中原大战中，出任阎锡山总参赞。1947年，当选为国民代表大会代表。1948年，他担任傅作义高级顾问，并与中国人民解放军举行北平和谈。中华人民共和国成立后，供职于北京市文史研究馆。
1955年，温寿泉逝世。